# دهستان بانش
دهستان بانش، یکی از دهستان‌های بخش بانش شهرستان بیضا در استان فارس ایران است. مرکز این دهستان، روستای بانش است.

## جمعیت
بر پایه سرشماری عمومی نفوس و مسکن در سال ۱۳۹۵، جمعیت دهستان بانش برابر با ۵٬۸۳۳ نفر بوده است.